# Eugeniusz Morawski
Eugeniusz Morawski (ur. 30 listopada 1950 w Warszawie) – polski ekonomista i polityk, minister transportu i gospodarki morskiej w latach 1997–1998.

## Życiorys
Ukończył studia chemiczne na Politechnice Śląskiej w Gliwicach. W 1990 obronił w Akademii Ekonomicznej w Katowicach doktorat z dziedziny nauk ekonomicznych w zakresie organizacji i zarządzania pt. Motywacja kadry kierowniczej do zachowań innowacyjnych. Od 1991 był dyrektorem Kombinatu Urządzeń Mechanicznych „Bumar Łabędy” w Gliwicach. Sekretarz Stanu od 2 lutego 1993 do 23 kwietnia 1994 w Ministerstwie Przemysłu i Handlu w rządach Hanny Suchockiej i Waldemara Pawlaka. Po odejściu z administracji publicznej był prezesem i dyrektorem spółki akcyjnej „Mikama” w Sosnowcu. Po wyborach w 1997 powrócił do pracy w rządzie. Od 31 października 1997 do 8 grudnia 1998 był ministrem transportu i gospodarki morskiej w gabinecie Jerzego Buzka.
Do 2005 był członkiem Unii Wolności, następnie znalazł się w szeregach Partii Demokratycznej – demokraci.pl.